# Eustach II. z Boulogne
Eustach II. z Boulogne (francouzsky Eustache II de Boulogne; 1015-1020? – 1087) byl v letech 1049-1087 hrabětem z Boulogne. Účastnil se bitvy u Hastingsu po boku normandského vévody Viléma Bastarda. Po vítězné bitvě získal vliv i pozemky v Anglii.

## Život
Eustach II. byl synem hraběte Eustacha I. Jeho první manželkou byla Goda Anglická, dcera anglického krále Ethelreda II., sestra Eduarda III. Vyznavače. Goda zemřela roku 1055, dříve než Normané dobyli její vlast, na čemž se její manžel podílel. Z Eustachovo druhého manželství s Idou Lotrinskou vzešli synové Eustach III., budoucí hrabě z Boulogne a Godefroi a Balduin, budoucí vládcové křižáckého Jeruzaléma.
Roku 1048 se Eustach II. připojil ke vzpouře svého tchána proti římsko-německému císaři Jindřichu III. Následujícího roku byl Eustach exkomunikován papežem Lvem IX. pro manželství se „zakázaným stupněm příbuzenství“. Byla to však spíše akce na příkaz císaře Jindřicha. Povstání nakonec skončilo neúspěchem a Eustach, i jeho tchán Godefroi se museli císaři podrobit.
Roku 1051 Eustach odcestoval do Anglie, kde byl náležitě přijat dvorem krále Eduarda III. Dokud byl Eustach ženatý s Godou Anglickou, byli s Eduardem švagři a udržovali vůči sobě spojeneckou politiku. Na druhou stranu, jedna z nejvýznamnějších postav v Anglii, hrabě Godwin z Wessexu oženil svého syna Tostiga s dcerou hraběte flanderského Balduina IV. – Eustachova nepřítele. Navíc se Godwinův syn Sweyn Godwinson svářil s Eustachovým nevlastním synem Radulfem, zvaným Bázlivý.
V Doveru se strhl násilný incident mezi Eustachem, jeho doprovodem a obyvateli města, což později vyústilo v několik hádek mezi Godwinem a králem Eduardem. Godwin později odmítl muže, který byl uznán vinným z vyprovokování násilnosti v Doveru, potrestat. Jeho nedostatkem respektu k autoritě krále bylo odůvodněno Godwinovo i jeho rodiny vyhnání z Anglie. Godwin se nicméně následujícího roku, v čele veliké armády, vrátil a donutil Eduarda Vyznavače, aby mu navrátil jeho majetky a tituly.
Roku 1052 povstal Vilém z Talou proti svému synovci, normandskému vévodovi Vilému Bastardovi. Je možné, že Eustach byl do této vzpoury zapojen, ale neexistují o tom žádné záznamy. Po porážce povstání Viléma z Talou Vilémem Normandským Eustach odplul zpět ke svému dvoru v Boulogne. V následujících letech se Eustach pouštěl do různých šarvátek se svými nepřáteli. Hrabě Balduin Flanderský zkonsolidoval své severní državy a poté anektoval i nějaká další území na východě. Roku 1060 se stal i regentem Francie během nezletilosti krále Filipa I.[zdroj?] Naproti tomu Eustachův nevlastní syn Gautier z Mantes prohrál svůj spor o Hrabství Maine. Poté byl zajat Normany a krátce na to zemřel za záhadných okolností.
Tyto události ukazují, jak se v čase posouvala a měnila Eustachova politická loajalita, díky které se stal důležitým hráčem v konečném dobytí Anglie Normany roku 1066. Eustach bojoval po boku Viléma Dobyvatele u Hastingsu, kde spolu s Vilémem fitzOsbernem velel pravému křídlu složenému z Francouzů, Pikarďanů, Vlámů a mužů z Boulogne. V úplném závěru bitvy byl Eustach těžce raněn a musel být odnesen z bitvy. Zranění ale přežil a poté v Anglii získal veliké pozemky a poté také získával majetek pronajímáním lodí.
Roku 1067, pravděpodobně kvůli nespokojenosti s kořistí, podpořil Kenťany v jejich pokusu obsadit Doverský hrad, který držel Vilém Dobyvatel.[zdroj?] Pokus však nevyšel a Eustach byl za podíl na útoku odsouzen ke ztrátě svých anglických lén. Následně se však s Vilémem usmířil a ten mu jeho anglická území vrátil. Eustach zemřel roku 1087, jeho nástupcem se stal jeho nejstarší syn Eustach III.